# 장서진
장서진(1983년 8월 19일 ~ )은 대한민국의 모델티비이다.

## 주요 출연작

### 방송
- 2008년 MBC 드라마넷 《MT왕》
- 사대부고 폭력녀 출연
- 사대부고 일찐짱
- 사대부고 얼짱녀(얼굴 짱 큰 여자)

### 뮤직비디오
- 샤밍웨이 - 렛 미 세이(Let me say)
- 사대부고 홍보영상

### 텔레비전 광고
- 삼성에버랜드
- 피자헛